# Všechno, co má Ander rád
Všechno, co má Ander rád je slovenská hudebně-zábavná show, kterou od 22. září 2017 vysílá televize JOJ. Od 8. listopadu 2017 pořad vysílá také česká komerční stanice JOJ Family. Moderátorem pořadu je bavič Jan Pisančin, známý především jako Ander z Košic, který se po letech opět vrátil na televizní obrazovky. V pořadu vystupuje i Ondrej Kandráč s kapelou, který moderuje a hraje v pořadu Všechno, co mám rád.

## Kapela
V pořadu hraje kapela s Ondrejem Kandráčem (jiná skupina než Kandráčovci; kapela Sokoly). Na cimbál hraje se zpěvem Tomáš Oravec, na akordeon hraje Rado Duda, na kontrabas Tomáš Gašpierik a Juraj Kyseľ, na bicí Ľuboš Dvoščák a na housle se zpěvem Ondrej Kandráč.

## Seznam dílů

### První řada (2017)
| Č. v pořadu                      | Č. v řadě | Název      | Režie       | Premiéra v SR      | Premiéra v ČR      |
| -------------------------------- | --------- | ---------- | ----------- | ------------------ | ------------------ |
| 1                                | 1         | Epizoda 1  | Vlado Balko | 22. září 2017      | nebylo vysíláno    |
| 2                                | 2         | Epizoda 2  | Vlado Balko | 29. září 2017      | 8. listopadu 2017  |
| 3                                | 3         | Epizoda 3  | Vlado Balko | 6. října 2017      | 22. listopadu 2017 |
| 4                                | 4         | Epizoda 4  | Vlado Balko | 13. října 2017     | 6. prosince 2017   |
| Speciální host: Milo Suchomel    |           |            |             |                    |                    |
| 5                                | 5         | Epizoda 5  | Vlado Balko | 20. října 2017     | 20. prosince 2017  |
| 6                                | 6         | Epizoda 6  | Vlado Balko | 27. října 2017     | 3. září 2018       |
| 7                                | 7         | Epizoda 7  | Vlado Balko | 3. listopadu 2017  | 10. září 2018      |
| 8                                | 8         | Epizoda 8  | Vlado Balko | 10. listopadu 2017 | 17. září 2018      |
| 9                                | 9         | Epizoda 9  | Vlado Balko | 24. listopadu 2017 | 23. září 2018      |
| Speciální host: Erika Kandráčová |           |            |             |                    |                    |
| 10                               | 10        | Epizoda 10 | Vlado Balko | 1. prosince 2017   | 30. září 2018      |
| Speciální host: Erika Kandráčová |           |            |             |                    |                    |
| 11                               | 11        | Epizoda 11 | Vlado Balko | 8. prosince 2017   | 8. října 2018      |
| 12                               | 12        | Epizoda 12 | Vlado Balko | 19. prosince 2017  | 15. října 2018     |
| 13                               | 13        | Epizoda 13 | Vlado Balko | 22. prosince 2017  | 22. října 2018     |

### Druhá řada (2018)
| Č. v pořadu | Č. v řadě | Název      | Režie       | Premiéra v SR   | Premiéra v ČR      |
| ----------- | --------- | ---------- | ----------- | --------------- | ------------------ |
| 14          | 1         | Epizoda 1  | Vlado Balko | 1. ledna 2018   | 29. října 2018     |
| 15          | 2         | Epizoda 2  | Vlado Balko | 3. ledna 2018   | 5. listopadu 2018  |
| 16          | 3         | Epizoda 3  | Vlado Balko | 16. ledna 2018  | 12. listopadu 2018 |
| 17          | 4         | Epizoda 4  | Vlado Balko | 23. ledna 2018  | 19. listopadu 2018 |
| 18          | 5         | Epizoda 5  | Vlado Balko | 31. ledna 2018  | 26. listopadu 2018 |
| 19          | 6         | Epizoda 6  | Vlado Balko | 4. května 2018  | 3. prosince 2018   |
| 20          | 7         | Epizoda 7  | Vlado Balko | 11. května 2018 | 10. prosince 2018  |
| 21          | 8         | Epizoda 8  | Vlado Balko | 18. května 2018 | 17. prosince 2018  |
| 22          | 9         | Epizoda 9  | Vlado Balko | 25. května 2018 | 24. prosince 2018  |
| 23          | 10        | Epizoda 10 | Vlado Balko | 1. června 2018  | bude oznámeno      |
| 24          | 11        | Epizoda 11 | Vlado Balko | 8. června 2018  | bude oznámeno      |

### Třetí řada (2018)
| Č. v pořadu | Č. v řadě | Název     | Režie       | Premiéra v SR  | Premiéra v ČR |
| ----------- | --------- | --------- | ----------- | -------------- | ------------- |
| 25          | 1         | Epizoda 1 | Vlado Balko | 7. září 2018   | bude oznámeno |
| 26          | 2         | Epizoda 2 | Vlado Balko | 14. září 2018  | bude oznámeno |
| 27          | 3         | Epizoda 3 | Vlado Balko | 21. září 2018  | bude oznámeno |
| 28          | 4         | Epizoda 4 | Vlado Balko | 28. září 2018  | bude oznámeno |
| 29          | 5         | Epizoda 5 | Vlado Balko | 5. října 2018  | bude oznámeno |
| 30          | 6         | Epizoda 6 | Vlado Balko | 12. října 2018 | bude oznámeno |
| 31          | 7         | Epizoda 7 | Vlado Balko | 19. října 2018 | bude oznámeno |
| 32          | 8         | Epizoda 8 | Vlado Balko | 26. října 2018 | bude oznámeno |

### Čtvrtá řada (2018–2019)
| Č. v pořadu | Č. v řadě | Název     | Režie       | Premiéra v SR     | Premiéra v ČR |
| ----------- | --------- | --------- | ----------- | ----------------- | ------------- |
| 34          | 1         | Epizoda 1 | Vlado Balko | 28. prosince 2018 | bude oznámeno |
| 35          | 2         | Epizoda 2 | Vlado Balko | leden 2019        | bude oznámeno |